# سايمون بيج
سايمون جون بيكينغهام (بالإنجليزية: Simon Jonathan Pegg)‏(14 فبراير 1970) ممثل كوميدي، كاتب سيناريو، منتج ومخرج إنجليزي شارك في أفلام عدة أشهرها فيلم المهمة المستحيلة: بروتوكول الشبح
في مجال نشاطه المجتمعي وقعت بيج على رسالة مفتوحة تدعو أغنى الناس في المجتمع إلى دفع المزيد من الضرائب من أجل المساعدة في مكافحة عدم المساواة عام 2020. ناشط في منظمة السلام الأخضر منذ عام 2021، احتجاجًا على الصيد الجائر ودعم حملة "لا تتوقف عن التفكير في الغد".

## روابط خارجية
- سايمون بيج على موقع IMDb (الإنجليزية)
- سايمون بيج على موقع روتن توميتوز (الإنجليزية)
- سايمون بيج على موقع مونزينجر (الألمانية)
- سايمون بيج على موقع ألو سيني (الفرنسية)
- سايمون بيج على موقع ميوزك برينز (الإنجليزية)
- سايمون بيج على موقع تيرنر كلاسيك موفيز (الإنجليزية)
- سايمون بيج على موقع أول موفي (الإنجليزية)
- سايمون بيج على موقع بوكس أوفيس موجو (الإنجليزية)
- سايمون بيج على موقع قاعدة بيانات الأفلام السويدية (السويدية)
- سايمون بيج على موقع إن إن دي بي (الإنجليزية)